# За њом плачу црне очи
За њом плачу црне очи је албум Османа Хаџића, издат је 1993. године за издавачку кућу Musik Produktion Halix.

## Списак песама
| №  | Назив               | Трајање |  |
| 1. | Црне очи            | 4:20    |  |
| 2. | Ја нисам просијак   | 3:43    |  |
| 3. | Босно, пјевам за те | 3:36    |  |
| 4. | Зар то је љубав     | 3:38    |  |
| 5. | Луда болест         | 3:45    |  |
| 6. | Ако има љубави      | 4:36    |  |
| 7. | Не буди луда        | 2:32    |  |
| 8. | Не питај ме         | 4:31    |  |